# Paphiopedilum parishii
Paphiopedilum parishii é uma espécie de orquídea terrestre, família Orchidaceae, que habita de Assam à China e Tailândia.